# امستردام (ویرجینیا)
امستردام، ویرجینیا (به انگلیسی: Amsterdam, Virginia) یک منطقهٔ مسکونی در ایالات متحده آمریکا است که در ویرجینیا واقع شده‌است.